# جیمز دیوید سانتینی
جیمز دیوید سانتینی (انگلیسی: James David Santini؛ ۱۳ اوت ۱۹۳۷ –  ۲۲ سپتامبر ۲۰۱۵) یک سیاست‌مدار، و وکیل اهل ایالات متحده آمریکا بود. وی عضو مجلس نمایندگان ایالات متحده آمریکا از نوادا بود.